# Katholische Hochschule ITI
Die Katholische Hochschule ITI (vormals: Internationales Theologisches Institut – Hochschule für Katholische Theologie) ist ein im Schloss Trumau im niederösterreichischen Ort Trumau beheimatetes Päpstliches Institut für das Studium der katholischen Theologie mit besonderer Berücksichtigung der Thematik von Ehe und Familie. Rektor der Hochschule ist seit 2023 Bernhard Dolna. Großkanzler der Hochschule ist Christoph Kardinal Schönborn.

## Geschichte
Das Institut wurde auf Initiative von Papst Johannes Paul II. durch Dekret der Kongregation für das Katholische Bildungswesen vom 1. Oktober 1996 als „Internationales Theologisches Institut für Studien zu Ehe und Familie“ in der Kartause Maria Thron in Gaming (Niederösterreich, Diözese St. Pölten) errichtet, nachdem eine Gruppe von Bischöfen aus Österreich 1994 beim Heiligen Stuhl dies beantragt hatte. Im Jahr 2009 siedelte die Hochschule in das Schloss Trumau (Erzdiözese Wien) um, gleichzeitig wurde der Name in „Internationales Theologisches Institut – Hochschule für Katholische Theologie“ geändert. Die aktuelle Fassung der Statuten der jetzt „Katholische Hochschule ITI“ genannten Einrichtung wurde am 26. Januar 2021 vom Heiligen Stuhl approbiert.

## Studiengänge
Das ITI verleiht unter Auflagen vier kanonisch anerkannte Grade:
- Master in Theologie (STM): dafür werden zehn Semester Theologiestudium benötigt
- Lizenziat in Theologie mit Spezialisierung in Ehe und Familie (STL): entspricht dem kanonischen Lizenziat in Theologie
- Master in Theologischen Studien zu Ehe und Familie (MMF)
- Doktor in der Theologie (STD)

## Besonderheiten
Ein Spezifikum des ITI besteht darin, die kirchlichen Traditionen des Ostens und des Westens miteinander zu verbinden. Es gibt am ITI daher Eucharistiefeiern sowohl nach römisch-katholischem als auch nach griechisch-katholischem Ritus (Seelsorge durch das Ordinariat für die byzantinischen Gläubigen in Österreich).

## Persönlichkeiten

### Ehemalige Rektoren
- Michael Waldstein (Gründungspräsident)
- Larry Hogan
- Christiaan Alting von Geusau

### Bekannte Professoren (Auswahl)
- Bernhard Dolna
- Michaela Hastetter
- Josef Spindelböck
- Rupert Mayer OP
- Michael Wladika
- Vincent DeMeo
- Gudrun Kugler
- Gintautas Vaitoska.

### Ehemalige Professoren (Auswahl)
- Walter J. Thompson
- John R. Mortensen

## Weblink
- Offizielle Website des ITI (englisch)